# Паданська рівнина
45°19′49″ пн. ш. 9°47′56″ сх. д. / 45.330277777778° пн. ш. 9.7988888888889° сх. д.

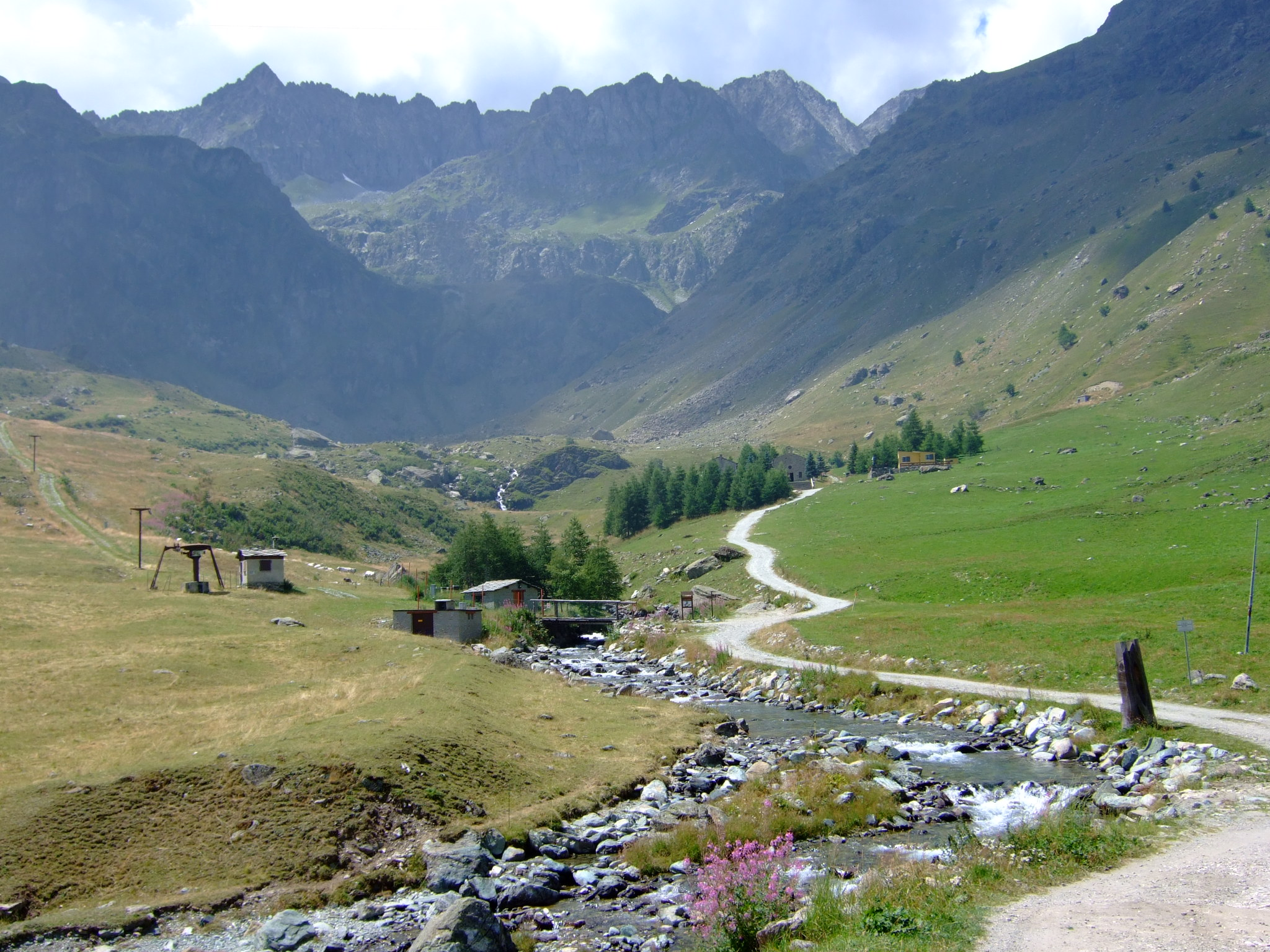
Поблизу витоку в Західних Альпах.

Паданська (Падано-Венеційська) рівнина (від лат. Padanus — назва річки По у древніх римлян; італ. Pianura Padana або італ. Val Padana, еміл.-ром. Pianûra Padâna) — рівнина на півночі Італії, між Альпами, Апеннінами і Адріатичним морем, переважно в басейні річки По.
Довжина близько 500 км, ширина — до 200 км (на сході). Площа приблизно 46 000 км², включаючи його венетське розширення насправді не пов'язане зі сточищем річки По, прямує від Західних Альпів до Адріатичного моря. Рівнини Венето і Фріулі інколи розглядають разом з Паданською рівниною, хоч вони не є сточищем По, але вони є безперервною рівниною.

## Геологія
Утворилася на місці морської затоки, розташованої в тектонічному прогині («Апеннінський прогин»), в результаті заповнення її морськими, річковими і флювіогляціальними відкладеннями потужністю понад 8 км. Поверхня переважно плоска, поступово знижується з заходу на схід від 300—400 м до рівня моря. У центрі Паданської рівнини — глинясті низькі рівнини з родючими ґрунтами, по краях — піщано-галькові високі рівнини. У низов'ях окремі ділянки лежать нижче рівня моря.

## Клімат
Клімат перехідний від субтропічного до помірного. Середня температура січня від 0 до 4 ° C, липня від 22 до 24 ° C. Опадів 600—1000 мм на рік, максимуми навесні і на початку літа, а також восени. Стійкий сніговий покрив не утворюється.

## Гідрографія
Густа мережа річок басейну По, Адідже, Брента й інших. Повені навесні і восени. Русла річок, що впадають в Адріатичне море, схильні блуканням. Нерідкі повені (останні великі в 1951, 1957, 1966), для захисту від яких багато річок обваловані. Густа мережа зрошувальних, осушувальних і судноплавних каналів.

## Флора
Широколистяні ліси (дуб, каштан, липа, бук, в'яз) і заплавні (тополя, верба), які раніше покривали Паданську рівнину, майже суцільно вирубані. Краще збереглася рослинність очеретяних боліт і торфовищ (особливо в дельтових районах). Паданська рівнина — житниця Італії; основні сільськогосподарські культури — пшениця, кукурудза, рис; виноградники, фруктові сади.